# Ein Yuppie steht im Wald
Ein Yuppie steht im Wald (Originaltitel: Out on a Limb) ist eine US-amerikanische Filmkomödie aus dem Jahr 1992. Die Regie führte Francis Veber, das Drehbuch schrieben Daniel Goldin und Joshua Goldin. Die Hauptrolle spielte Matthew Broderick.

## Handlung
Die Lehrerin Miss Clayton fragt ihre Schüler, was sie während der Ferien erlebt hätten. Ein Kind war krank, ein anderes bewarf im Ferienlager die anderen Kinder mit Käse. Das dritte Kind, Marci, berichtet, dass ihr Stiefvater getötet wurde und ihr Bruder seinen Job verlor.
Obwohl einige Mitschüler Marci nicht glauben, erzählt sie weiter. Ihr Stiefvater Peter hatte den Zwillingsbruder Matt, der nach 15 Jahren im Gefängnis entlassen wurde. Er wurde für einen Mord bestraft, den Peter beging. Matt erfährt, dass Peter Bürgermeister einer Kleinstadt wurde und will ihn erpressen.
Bill Campbell, der ältere Bruder von Marci, arbeitet für ein Finanzunternehmen. Er wird mit dem Kauf eines Unternehmens beauftragt und einigt sich auf die Kaufsumme von 140 Millionen US-Dollar.
Peter trifft sich mit seinem Bruder, der 150 Tausend Dollar fordert. Nach dem Streit wird er von Matt getötet, der die Identität von Peter annimmt. Marci schöpft Verdacht, ruft ihren Bruder an und bittet ihn um Hilfe.
Als Campbell in die Stadt kommt, wird er von Sally überfallen, die vor ihrem Freund flieht. Sally stiehlt sein Auto und lässt ihn nackt auf der Straße zurück. Sie trifft später im Wald auf Matt, der seinen Bruder begraben und sie als Zeugin töten will. Da Matt kurzsichtig ist, entkommt Sally. Matt lässt Peters Leiche im Wald.
Zwei betrunkene Brüder bringen die Leiche von Peter in die Stadt – überzeugt, dass der Mann zwar betrunken aber lebendig ist. Erst in einer Bar wird entdeckt, dass Peter tot ist. Die Brüder werden verhaftet.
Auf der Flucht vor Matt trifft Sally Bill, der ihr hilft dem aus einer Flinte schießenden Mörder zu entkommen.
Die Polizisten besuchen Peters Haus, um seine Witwe zu benachrichtigen. Dort treffen sie Matt und ziehen sich zurück. Matt nimmt die ganze Familie seines Bruders sowie Sally als Geisel. Zuerst bekommt er ein Sparbuch und will die Geisel töten. Bill überzeugt ihn, dass er eine Million Dollar auf ein Konto bei der lokalen Bank überweisen könnte. Er ruft seine Sekretärin an und weist sie an, die Aktien eines nicht existenten Unternehmens zu verkaufen.
Matt nimmt Sally und Bill als Geisel in die Bank mit. Als er dort erfährt, dass keine Überweisung eingegangen ist, raubt er die Bank aus. Dann flieht er mit der im Kofferraum des Autos eingeschlossenen Sally, Bill verfolgt ihn mit einem anderen Wagen. Sally befreit sich und springt in Bills Auto. Matt fährt ohne seine Brille, sein Auto fällt in eine Schlucht.
Bill und Sally werden ein Paar. Bills Chef ruft an und teilt mit, dass das zu kaufende Unternehmen stark überbewertet sei. Er gratuliert Bill, dass dieser den Kauf verzögert hätte. Bill entschließt sich, in der Kleinstadt zu bleiben.

## Kritiken
Rita Kempley schrieb in der Washington Post vom 5. September 1992, dass die Komödie den früheren Filmen des französischen Regisseurs Francis Veber nicht ähnlich sei. Sie bezeichnete den Film als einfältig (oafish).
Stephen Holden lobte in der New York Times vom 5. September 1992 die Darstellung von Jeffrey Jones.
Im Lexikon des internationalen Films wurde der Film als weitgehend gelungen und unterhaltsam bezeichnet.

## Auszeichnungen
Courtney Peldon gewann im Jahr 1993 den Young Artist Award.

## Synchronisation
| Darsteller        | Synchronstimme        | Rolle                            |
| ----------------- | --------------------- | -------------------------------- |
| Matthew Broderick | Frank Schaff          | Bill Campbell                    |
| John C. Reilly    | Joachim Tennstedt     | Jim Jr.                          |
| Michael Monks     | Manfred Lehmann       | Jim Sr.                          |
| Jeffrey Jones     | Hans-Werner Bussinger | Matt Skearns/Peter Van Der Haven |
| David Margulies   | Norbert Gescher       | Mr. Buchenwald                   |
| Larry Hankin      | Klaus Jepsen          | Officer Darren                   |
| Andrew Benne      | Sven Hasper           | Officer Larry                    |

## Hintergrund
Der Film wurde in Kalifornien gedreht.